# Jonathan Kodjia
Jonathan Adjo Kodjia (Saint-Denis, Francia, 22 de octubre de 1989) es un futbolista marfileño. Juega en la posición de delantero para el F. C. Versailles 78 del Championnat National.

## Clubes
| Club                | País       | Año       |
| ------------------- | ---------- | --------- |
| Stade de Reims      | Francia    | 2008-2012 |
| A. S. Cherbourg     | Francia    | 2012      |
| Amiens S. C.        | Francia    | 2012-2013 |
| S. M. Caen          | Francia    | 2013-2014 |
| Angers S. C. O.     | Francia    | 2014-2015 |
| Bristol City F. C.  | Inglaterra | 2015-2016 |
| Aston Villa F. C.   | Inglaterra | 2016-2020 |
| Al-Gharafa S. C.    | Catar      | 2020-2022 |
| Umm-Salal S. C.     | Catar      | 2022-2023 |
| F. C. Annecy        | Francia    | 2023-2024 |
| F. C. Versailles 78 | Francia    | 2024-     |